# Академічна мобільність
Академічна мобільність — переміщення студентів і викладачів закладів вищої освіти на певний період часу в інший освітній або науковий заклад в межах або за межами своєї країни з метою навчання або викладання.
Законами України встановлено два дещо відмінних визначення терміна академічна мобільність як можливість учасників освітнього процесу навчатися, викладати, стажуватися чи проводити:
- наукову діяльність в іншому закладі вищої освіти (науковій установі) на території України чи поза її межами; [1]
- дослідницьку (мистецьку, спортивну) діяльність в іншому закладі освіти (науковій установі) на території України чи поза її межами.[2]

Основними перешкодами для академічної мобільності є культурні, соціально-економічні та академічні бар'єри. Болонський процес є спробою знизити ці перешкоди в рамках Європейського простору вищої освіти (ЄПВО).

## Академічна мобільність студентів з України в країни ЄС
Академічна мобільність студентів з України в країни ЄС за даними Eurostat складала у 2020 році – 51,2 тис. осіб, з них: чоловіків – 21,5 тис., жінок – 29,7 тис.; відповідно у 2021 р. – 56,2 тис., 23,6 тис., 32,6 тис.; у 2022 р. – 59,6 тис., 24,7 тис., 35,0 тис. осіб. 
Найбільша кількість студентів з України у 2022 році навчалася у Польщі – 33,1 тис. (у 2020 р. – 27,1 тис.); Німеччині – 6,8 тис. (6,3 тис.); Словаччині – 4,0 тис. (5,8 тис.). 